# Міка Калліо
Міка Калліо (фін. Mika Kallio; 8 листопада 1982, Валкеакоскі, Фінляндія) — фінський мотогонщик, учасник чемпіонату світу з шосейно-кільцевих мотогонок MotoGP. Триразовий віце-чемпіон світу: двічі у класі 125сс (2005 та 2006 років) та один раз — у Moto2 (2014). Перший фінський гонщик, що виступав на 200 етапах серії Гран-Прі. У сезоні 2015 виступав у класі Moto2 за команду «QMMF Racing Team» під номером 36, після чого став тест-пілотом заводу KTM і узяв участь у розробці нового мотоцикла KTM RC16, призначеного для класу MotoGP.

## Кар'єра
У віці 12 років Міка Калліо вперше спробував себе за кермом мотоцикла для льоду, у 14 років — за літнім мотоциклом.
Перших серйозних успіхів досяг у 1997 році, вигравши чемпіонат Фінляндії з шосейно-кільцевих гонок, повторивши свій успіх у 1999 та 2000. У 2000-му Міка виграв чемпіонат Скандинавії.
Разом з кільцевими гонками, Калліо також успішно виступав і у гонках на льоду, вигравши чемпіонат Фінляндії в класі 125сс у 2000, 2004 та 2005 роках. Міка також вигравав чемпіонат і у класі 500сс, у 2004 та 2006 роках.

### Клас 125сс
Калліо дебютував у чемпіонаті світу з шосейно-кільцевих мотоперегонів у 2001 році, виступивши по вайлд-кард на Гран-Прі Німеччини в класі 125сс. Вже у наступному сезоні Міка виступав як повноцінний гонщик за фінську команду «Ajo Motorsport» на мотоциклі Honda RS125R. Найвищим результатом фіна стало 5-е місце на Гран-Прі Іспанії; сезон же він закінчив на 11-у місці, завоювавши також титул «Новачок року».
Сезон 2003 року Міка розпочав у «Ajo Motorsport», проте в середині сезону перейшов до заводської команди «Red Bull KTM». У першій же гонці у складі нової команди зайняв четверте місце на Гран-Прі Чехії, а до кінця сезону вперше у кар'єрі піднявся на подіум, посівши 2-е місце на Гран-Прі Малайзії. В загальному заліку Калліо знову зайняв одинадцяте місце.
Сезон 2004 року пройшов аналогічно до попереднього — один подіум (друге місце на Гран-Прі Португалії) та 10-е місце в підсумку.
Сезон 2005 року став першим по-справжньому успішним для Калліо. На другій гонці сезону на Гран-Прі Португалії Міка здобув поул та перемогу, перші у своїй кар'єрі. Протягом сезону фін здобув ще 3 перемоги (у Німеччині, Японії та Валенсії) та 8 подіумів, в загальному заліку чемпіонату поступившись лише 5-ма очками швейцарцю Томасу Люті.
У 2006 році Міка Калліо був знову претендентом на перемогу у класі. Хоча той сезон і став для нього на той момент найкращим у кар'єрі, проте він знову став лише другим, поступившись іспанцю Альваро Баутісті. Протягом сезону Міка здобув три перемоги (у Китаї, Нідерландах та Японії), чотири поули і 11 подіумів.

### Клас 250сс
На сезон 2007 року Каліо перейшов разом зі своєю командою «KTM» до класу 250сс, де його партнером став японець Хіросі Аояма. Після важкого старту, коли Міка не доїхав до фінішу внаслідок механічних проблем з мотоциклом, він почав демонструвати стабільні результати, займаючи 6-8 місця на етапах. Поворотною точкою у сезоні стало Гран-Прі Німеччини, на якому Калліо здобув дебютні поул та подіум у класі, зайнявши 2-е місце. Загалом же у сезоні у фіна було по дві перемоги, поули та найшвидші кола, а також чотири подіуми. Це дозволило набрати 157 очок та зайняти 7-е місце у підсумковій таблиці.
Міка продовжив співпрацю з «KTM» і у чемпіонаті 2008 року. Успішний старт сезону (2 перемоги та 2 третіх місця у перших чотирьох гонках) дозволив фіну захопити лідерство у чемпіонаті. Проте гірші результати на наступних Гран-Прі опустили Калліо на третє місце у загальному заліку в підсумковій таблиці.

### Клас MotoGP
У 2009 році здійснилася мрія Міки, коли він підписав контракт з командою «Pramac Racing» для участі у «королівському» класі мотогонок — MotoGP. Калліо стартував непогано, зайнявши у двох перших гонках 8-е місце. В подальших гонках його результати погіршились. 10 серпня 2009 року було оголошено, що гонщик команди «Ducati Marlboro team» Кейсі Стоунер пропустить три наступні гонки, а його місце займе Міка. Після того, як Стоунер повернувся у «Ducati», Калліо знову зайняв своє місце у «Pramac Racing». Найкращим результатом фіна у сезоні було 7-е місце на Гран-Прі Португалії; в загальному заліку він зайняв 15-е місце і став «Новачком року» (англ. Rookie of the Year).
У 2010 році співпраця Калліо та «Pramac Racing» у MotoGP продовжилась. Цей сезон виявився дуже важким для Міки. Він всього лише двічі фінішував у топ-10, найвищим результатом стало 7-е місце на Гран-Прі Іспанії. В загальному заліку Калліо завершив сезон на 16-у місці. Після таких результатів керівництво команди вирішило закінчити співпрацю з Мікою.

### Клас Moto2
7 листопада 2010 року було оголошено про підписання Калліо контракту з командою «Marc VDS Racing Team» для участі у класі Moto2. Хоча на початку сезону результати Міки були невисокими (20-е та 17-е місця на перших двох етапах), у середині сезону він боровся за попадання у топ-10, а у останній гонці сезону у Валенсії взагалі зайняв друге місце. В підсумковій таблиці посів 16-те місце.
Перед початком сезону керівництво команди вирішило змінити постачальника шасі з «Suter» на «Kalex». Це дало свої плоди. Впродовж сезону Міка часто попадав у першу десятку, одного разу навіть підіймався на подіум (друге місце на Гран-Прі Німеччини). Стабільні результати дозволили фіну зайняти шосте місце у підсумковій таблиці.
Прогрес Калліо продовжився і у сезоні 2013 року. У перших чотирьох гонках він двічі піднявся на подіум (третє місце на Гран-Прі Америк та друге у Франції). У 11-ій гонці сезону у Чехії Міка здобув свою першу перемогу у класі після повернення. В загальному заліку Калліо фінішував на 4-му місці.
У сезоні 2014 Міка продовжив виступати за команду «Marc VDS Racing Team». У дебютній гонці сезону, Гран-Прі Катару, Міка здобув подіум, фінішувавши другим. У четвертій гонці, в Іспанії, фін завоював першу перемогу, повторивши тріумф у наступній гонці, у Франції. Це дозволило наблизитись в загальному заліку до лідера сезону і одночасно колеги по команді Тіто Рабата на 7 очок. В наступних двох гонках результати Міки дещо знизились (6-те та 4-те місця), після чого він видав серію із 6-ти подіумних фінішів поспіль (з яких одна перемога в Індіанаполісі). Весь цей час Калліо перебував на 2-му місці в загальному заліку. Успішні результати фіна привернули до нього увагу команд „королівського“ класу. Зокрема, він отримав пропозиції від команд «Forward Racing» та «Drive M7 Aspar» для участі в наступному сезоні у класі MotoGP, проте відмовився від них, підписавши на наступний сезон контракт з «Italtrans Racing Team». У своєму виборі він керувався бажанням поборотись за титул у Moto2, а також кращими матеріальними умовами. Загалом у сезоні Міка здобув 3 перемоги, всього 11 разів піднявшись на подіум, що дозволило посісти 2-ге місце в загальному заліку.
Сезон 2015 виявився складнішим. І, хоча в перших трьох гонках Міка показав досить високі результати (6, 8 та 4 місця), наступні етапи склалися невдало. Як підсумок — у перших 13 Гран-Прі фін набрав лише 48 очок та посідав 16-е місце в загальному заліку. Такі результати не влаштовували ні Калліо, ні його команду, тому після Гран-Прі Сан Марино вони прийняли спільне рішення розірвати контракт. Довго без роботи Міка не сидів — він погодився на пропозицію та приєднався до катарської команди «QMMF Racing Team», де отримав у своє розпорядження мотоцикл Speed Up SF15. У п'яти гонках, що залишились до кінця сезону, Міка фінішував в заліковій зоні. За підсумками чемпіонату він зайняв 15-е місце. Будучи досить досвідченим гонщиком, Міка пристав на пропозицію заводу KTM та на наступний рік став її тестовим гонщиком для роботи над новим мотоциклом KTM RC16.

## Статистика кар'єри

### Виступи у MotoGP

#### У розрізі сезонів
| Сезон | Клас   | Команда               | Мотоцикл      | Гонки | Пер | Под | ПП | НК | Очки | Місце |
| ----- | ------ | --------------------- | ------------- | ----- | --- | --- | -- | -- | ---- | ----- |
| 2001  | 125cc  | Team Red Devil Honda  | Honda RS125R  | 2     | 0   | 0   | 0  | 0  | 0    | —     |
| 2002  | 125cc  | Ajo Motorsport        | Honda RS125R  | 16    | 0   | 0   | 0  | 0  | 78   | 11    |
| 2003  | 125cc  | Ajo Motorsport        | Honda RS125R  | 16    | 0   | 1   | 0  | 0  | 88   | 11    |
| 2003  | 125cc  | KTM                   | KTM 125 FPR   | 16    | 0   | 1   | 0  | 0  | 88   | 11    |
| 2004  | 125cc  | Red Bull KTM          | KTM 125 FPR   | 16    | 0   | 1   | 0  | 0  | 86   | 10    |
| 2005  | 125cc  | Red Bull KTM          | KTM 125 FPR   | 16    | 4   | 10  | 8  | 3  | 237  | 2     |
| 2006  | 125cc  | Red Bull KTM          | KTM 125 FPR   | 16    | 3   | 11  | 4  | 1  | 262  | 2     |
| 2007  | 250cc  | Red Bull KTM          | KTM 250 FPR   | 17    | 2   | 4   | 2  | 2  | 157  | 7     |
| 2008  | 250cc  | Red Bull KTM          | KTM 250 FPR   | 16    | 3   | 6   | 0  | 2  | 196  | 3     |
| 2009  | MotoGP | Pramac Racing         | Ducati GP9    | 16    | 0   | 0   | 0  | 0  | 71   | 15    |
| 2009  | MotoGP | Ducati Marlboro Team  | Ducati GP9    | 16    | 0   | 0   | 0  | 0  | 71   | 15    |
| 2010  | MotoGP | Pramac Racing         | Ducati GP10   | 16    | 0   | 0   | 0  | 0  | 43   | 17    |
| 2011  | Moto2  | Marc VDS Racing Team  | Suter MMX1    | 16    | 0   | 1   | 0  | 0  | 61   | 16    |
| 2012  | Moto2  | Marc VDS Racing Team  | Kalex Moto2   | 17    | 0   | 1   | 0  | 0  | 128  | 6     |
| 2013  | Moto2  | Marc VDS Racing Team  | Kalex Moto2   | 17    | 1   | 4   | 1  | 1  | 188  | 4     |
| 2014  | Moto2  | Marc VDS Racing Team  | Kalex Moto2   | 18    | 3   | 10  | 3  | 3  | 289  | 2     |
| 2015  | Moto2  | Italtrans Racing Team | Kalex Moto2   | 18    | 0   | 0   | 0  | 0  | 72   | 15    |
| 2015  | Moto2  | QMMF Racing Team      | Speed Up SF15 | 18    | 0   | 0   | 0  | 0  | 72   | 15    |